# Denis Begic
Denis Begic, född 30 november 1970 i Bosnien och Hercegovina  fd. Jugoslavien, är en svensk politiker (socialdemokrat). Han är ordinarie riksdagsledamot sedan 2018, invald för Örebro läns valkrets.
I riksdagen är han ledamot i civilutskottet sedan 2022 samt suppleant i trafikutskottet och OSSE-delegationen. Begic var ledamot i trafikutskottet 2020–2022 och Europarådets svenska delegation 2022. Han har varit suppleant i bland annat civilutskottet.